# 在ニューヨーク日本国総領事館
在ニューヨーク日本国総領事館（英語: Consulate-General of Japan in New York）は、アメリカ合衆国最大の都市ニューヨークに設置されている日本の総領事館である。
2018年10月1日時点で、在外公館別在留邦人数は、在ロサンゼルス日本国総領事館（9万7209人）に次いで第2位（8万3237人）となっている。
管轄地域は、ニューヨーク州、ニュージャージー州、ペンシルベニア州、デラウエア州、ウエストバージニア州、コネチカット州のうちフェアフィールド郡、プエルトリコ、アメリカ領ヴァージン諸島。

## 歴史
開設は明治5年で、在米日本領事館としてはサンフランシスコに次いで古い。当時の居留邦人の数は十数人にすぎなかったが、ニューヨークにおける対日貿易の重要性に鑑み、富田鉄之助を初代領事にワールン街92番地に事務所が設けられたのが始まりである。

## 所在地
299 Park Avenue, 18th Floor, New York, NY 10171